# 傑·杜普拉斯
劳伦斯·杰·杜普拉斯（英語：Lawrence Jay Duplass，1973年3月7日—）是美國的一位演員和導演。他曾出演亞馬遜電視劇《透明家庭》及HBO電視劇《患難與共》。杜普拉斯出生在紐奧良，成長在一個天主教家庭。他的弟弟馬克·杜普拉斯也是一位演員和導演。